# Matej Karačić
Matej Karačić (Boblingen, Alemania, 4 de agosto de 1993) es un futbolista alemán nacionalizado bosnio. Juega de Mediocampista y su equipo actual es el HNK Cibalia de la Prva HNL.

## Clubes
| Club             | País                 | Año           | PJ | Goles |
| ---------------- | -------------------- | ------------- | -- | ----- |
| NK GOŠK Gabela   | Bosnia y Herzegovina | 2012-2013     | 7  | 0     |
| NK Široki Brijeg | Bosnia y Herzegovina | 2014-2016     | 16 | 0     |
| HNK Cibalia      | Croacia              | 2016-presente | 16 | 0     |